# Joseph Barbera
Joseph Roland Joe Barbera (Nueva York, 24 de marzo de 1911-Los Ángeles, 18 de diciembre de 2006) fue un animador, creador de guiones gráficos, director y productor estadounidense. Cofundó junto con William Hanna el estudio de animación Hanna-Barbera (luego absorbido por Warner Bros. Animation y convertido en Cartoon Network Studios tras la muerte de Hanna en 2001). El estudio creó dibujos animados los cuales obtuvieron mucha popularidad, tales como Tom y Jerry, The Huckleberry Hound Show, Los Picapiedra, Los Supersónicos y Scooby-Doo.
Hanna y Barbera ganaron siete premios Óscar y ocho premios Emmy. Sus personajes se han convertido en íconos de la cultura popular y han aparecido en otros medios como películas, libros y juguetes. Las series de televisión creadas por el estudio han sido traducidas a más de veinte idiomas.

## Biografía

### Primeros años
Joseph Barbera nació en el barrio Little Italy (Lower East Side), ubicado en Manhattan, Nueva York, hijo de Vincenzo Barbera, nacido en Castelvetrano (Sicilia), y Francesca Calvacca Barbera, nacida en Sciacca (Sicilia). Creció hablando italiano. Su familia se mudó a Flatbush (Brooklyn) cuando tenía cuatro meses de edad. Barbera tenía dos hermanos menores: Larry y Ted, ambos sirvieron en la Segunda Guerra Mundial. Como miembro del Ejército de los Estados Unidos, Larry participó en la invasión a Sicilia. Ted, por su parte, era miembro de las Fuerzas Aéreas del Ejército de los Estados Unidos, y participó en la campaña de las Islas Aleutianas. El padre de Barbera, Vincent, era dueño de tres barberías y gastaba el ingreso de la familia en apuestas. Cuando Barbera tenía quince años de edad, su padre abandonó a la familia y su tío materno, Jim, se convirtió en su principal figura paterna.
Barbera mostró interés por el arte desde una temprana edad. Estudió en Erasmus Hall High School, donde practicó boxeo; fue entrenado por el representante del boxeador Al Singer. Pero, tras un tiempo, abandonó este deporte. Barbera se graduó en 1928 y, siete años más tarde, contrajo matrimonio con Dorothy Earl, quien había sido su novia en la escuela secundaria.

### Inicios
Mientras estaba en la escuela secundaria, Barbera trabajó como repartidor en una sastrería. Durante la Gran Depresión, trató de convertirse en el caricaturista de una revista llamada The NY Hits Magazine, pero sin éxito. Tras esto comenzó a trabajar en un banco, mientras promocionaba sus dibujos en distintos medios. Estos consistían en caricaturas de una sola viñeta, y fueron posteriormente publicados en Redbook, The Saturday Evening Post y Collier's Weekly-revista donde tuvo el mayor éxito. Barbera incluso escribió al director Walt Disney para que le diera algunos consejos acerca de la industria de la animación. Disney respondió a su carta diciendo que lo llamaría cuando estuviera en Nueva York, pero esto no sucedió.
Barbera estudió en las escuelas de arte Liga de estudiantes de arte de Nueva York e Instituto Pratt, siendo posteriormente contratado por Fleischer Studios para trabajar en el departamento de pintura. En 1932 se incorporó a Van Beuren Studios, donde fue guionista y animador. Allí trabajó en dibujos animados como Cubby Bear y Rainbow Parades, y produjo además los cortometrajes de los personajes Tom y Jerry-estos no presentaban similitud alguna con el gato y el ratón del mismo nombre. Cuando el estudio fue cerrado en 1936, Barbera se trasladó al estudio de Paul Terry, Terrytoons.

### Cine
Atraído por un mayor sueldo, Barbera dejó Terrytoons y Nueva York en 1937 para unirse al equipo de animadores de MGM, ubicado en California. Mientras estaba allí, reflexionó sobre la posibilidad de regresar a Brooklyn, debido principalmente a los efectos de la Gran Depresión. Barbera conoció a William Hanna mientras trabajaba en el estudio, y en 1939 iniciaron una asociación que duraría cincuenta años. Ambos trabajaron junto con el caricaturista Tex Avery, creador de personajes como el Pato Lucas y Bugs Bunny.
En 1940 Hanna y Barbera dirigieron el cortometraje Puss Gets the Boot, protagonizado por un gato gris llamado Jasper y un ratón de color café. La cinta fue nominada a un premio Óscar en la categoría mejor cortometraje animado. Sin embargo, el estudio buscaba una mayor diversidad dentro de sus trabajos, por lo que el productor Fred Quimby -a pesar del éxito del cortometraje- decidió no realizar más dibujos animados del gato y el ratón. Durante este periodo, Hanna había pensado en volver al estudio de Rudolf Ising, quien también había producido el cortometraje. Quimby finalmente permitió que continuaran con la temática del gato y el ratón, por lo que Barbera y Hanna comenzaron a crear numerosos cortometrajes, bautizando a sus personajes como Tom y Jerry.
La serie utilizó la misma trama a lo largo de los años, con Jerry, un ratón que se burlaba del gato que intentaba cazarlo sin éxito, Tom. El segundo cortometraje protagonizado por el dúo, The Midnight Snack, fue estrenado en 1941. Durante los siguientes diecisiete años, Hanna y Barbera trabajaron exclusivamente en Tom y Jerry, dirigiendo un total de ciento catorce cortometrajes animados. Una de las principales características de la serie era la ausencia de diálogo, ya que todo dependía del lenguaje corporal de sus protagonistas. A pesar de su éxito, los cortometrajes han sido criticados por ser excesivamente violentos. Sin embargo, Hanna y Barbera fueron pioneros al momento de hacer interactuar actores con personajes animados. Entre los más famosos se encuentran Gene Kelly, quien participó en las películas Levando anclas (1945) e Invitation to the Dance (1956), y Esther Williams en la cinta Dangerous When Wet (1953). El primer cortometraje de Tom y Jerry en ganar un premio Óscar fue The Yankee Doodle Mouse (1943), el cual estaba basado en una temática bélica. La serie recibió un total de 14 nominaciones, ganando 7 de ellas. Ninguna otra serie protagonizada por los mismos personajes ha obtenido tantos premios Óscar.
Fred Quimby aceptó todos estos premios, sin invitar a Barbera ni Hanna al escenario. Además, fue acreditado como el único productor de los cortometrajes, hecho que había perjudicado con anterioridad a Ising. Cuando Quimby se retiró a finales de 1955, Hanna y Barbera se hicieron cargo del estudio de animación de MGM. Sin embargo, ante la competencia que significaba la televisión, MGM se dio cuenta de que era más rentable repetir los dibujos animados antiguos que producir cortometrajes nuevos. Fue debido a esto que en 1957 el estudio de animación fue cerrado y sus trabajadores despedidos. Tanto Hanna como Barbera encontraron esto desconcertante, tomando en cuenta el éxito de Tom y Jerry.

### Televisión
En 1957, Barbera se unió nuevamente con William Hanna con el objetivo de producir dibujos animados para televisión y cine. Ambos tenían diferentes habilidades que utilizaban en el estudio; Barbera se dedicaba a escribir y realizar bosquejos, mientras que Hanna se encargaba del ritmo de la animación, elaboración de guiones y elección de empleados. Las decisiones eran tomadas por ambos, pero el cargo de presidente de la compañía iba alternando. La compañía fue bautizada H-B Enterprises, pero el nombre fue posteriormente cambiado a Hanna-Barbera Productions.
El primer trabajo del estudio fue The Ruff & Reddy Show, una serie que mostraba la amistad entre un gato y un perro. A pesar de no obtener una buena respuesta por sus cortometrajes de Loopy De Loop, Hanna-Barbera logró crear dos exitosas series de televisión: The Huckleberry Hound Show y The Yogi Bear Show. Tras enterarse por una encuesta que la mitad de la audiencia de Huckleberry Hound eran adultos, la compañía decidió hacer una nueva serie, Los Picapiedra. El programa era una parodia de The Honeymooners y mostraba a una familia que vivía en la Edad de Piedra, con animales parlantes como electrodomésticos y algunas celebridades como invitados especiales. Gracias a una audiencia conformada por niños y adultos, Los Picapiedra se convirtió en la primera serie animada que logró éxito en horario de máxima audiencia. La frase «yabba dabba doo» de Pedro Picapiedra se convirtió en parte del lenguaje popular, y el programa hizo que el estudio lograra imponerse como el más importante de la televisión en el ámbito animado. La compañía repitió la fórmula en Los Supersónicos, una serie ambientada en el futuro. Aunque ambas series fueron emitidas durante los años setenta y ochenta, Los Picapiedra permaneció como la más popular.

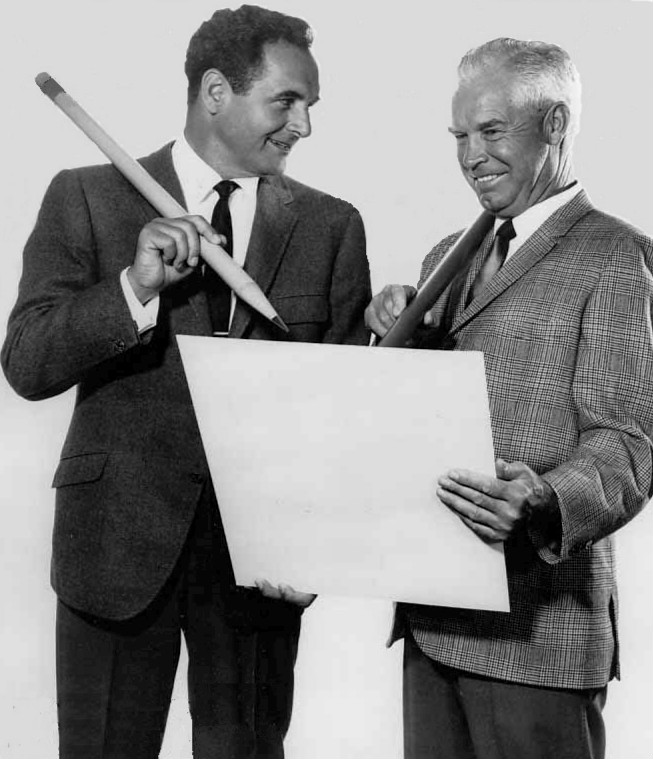
Bill Hanna y Joseph Barbera, 1965

A finales de los años sesenta, Hanna-Barbera Productions era el estudio de animación para televisión más exitoso. La compañía produjo más de tres mil episodios de media hora en todos sus años. Entre las aproximadamente cien series creadas por el estudio se encuentran: La hormiga atómica, Canuto y Canito, Jonny Quest, Josie and the Pussycats, Maguila Gorila, Tiro Loco McGraw, Scooby-Doo y Don Gato.
A pesar de su éxito con las audiencias, el estudio fue criticado por algunos animadores. Los programas de televisión contaban con un presupuesto menor, lo cual generó que varios estudios de animación cerraran y sus trabajadores buscaran nuevas opciones. Hanna-Barbera implementó nuevas técnicas de animación que resultaban más rentables, pero que sacrificaban la calidad artística del producto; estas técnicas fueron probadas por primera vez en los cortometrajes de Tom y Jerry. Para reducir el costo de cada episodio, los programas se centraban en el diálogo de los personajes en lugar de la animación detallada. El número de dibujos para un dibujo animado de siete minutos disminuyó de catorce mil a cerca de dos mil, y la compañía recurrió a técnicas como veloces cambios de escenario para mejorar los efectos. Los críticos desaprobaron el cambio de la animación detallada a una más plana y repetitiva. Según palabras de Barbera, debieron escoger entre adaptar el presupuesto de la televisión o cambiar de carrera. El nuevo estilo no afectó su éxito, y el estudio continuó produciendo series animadas y otorgando trabajo a personas que sin ellos estarían desempleadas. El nuevo estilo de animación fue conocida como «animación limitada», y permitió la creación de series como Los Simpson y South Park.
En 1966, Hanna-Barbera Productions fue vendida a Taft Broadcasting (rebautizada como Great American Communications en 1987) por una suma de 12 millones de dólares. Barbera y Hanna permanecieron como presidentes de la compañía hasta 1992. Ese año, la compañía fue vendida a Turner Broadcasting System por una suma estimada de 320 millones de dólares; la compañía fue posteriormente fusionada con Time Warner, dueños de Warner Bros., en 1996. Hanna y Barbera permanecieron trabajando como asesores del estudio, y trabajaron en programas como The Cartoon Cartoon Show y las películas en imagen real Los Picapiedra (1994) y Scooby-Doo (2002). Barbera interpretó además a un personaje del dibujo animado Tom and Jerry in: The Mansion Cat (2000).
Tras la muerte de Hanna en 2001, Barbera continuó trabajando como productor ejecutivo de Warner Bros. Animation, dedicándose principalmente a series como ¿Qué hay de nuevo Scooby-Doo? y Tom and Jerry Tales. Barbera participó además como guionista, productor y director de The KarateGuard (2005), el primer cortometraje de Tom y Jerry en más de cuarenta y cinco años. Su último trabajo fue la película animada Tom and Jerry: A Nutcracker Tale (2007).

### Fallecimiento
Joseph Barbera murió el día lunes 18 de diciembre de 2006, en Los Ángeles (California), a los 95 años de edad. Un portavoz de Warner Bros. informó que falleció por causas naturales, en compañía de su esposa Sheila.

## Premios y distinciones
Premios Óscar
| Año  | Categoría                  | Película          | Resultado |
| ---- | -------------------------- | ----------------- | --------- |
| 1958 | Mejor cortometraje animado | One Droopy Knight | Nominado  |